# Blavet
De Blavet is een rivier in Bretagne in Frankrijk. Hij ontspringt in de Côtes-d'Armor, op de grens van de bergen van Haute-Cornouaille en de Trégor, en loopt door de Morbihan naar het zuiden, waar hij bij Lorient in de Atlantische Oceaan uitmondt.
Hij bevoorraadt Kerné-Uhel van drinkwater en zet zijn loop verder tot Gouarec. Daar gaat hij deel uitmaken van het oude kanaal van Nantes naar Brest, tot Pontivy. Bij Bon-Repos wordt de rivier of het kanaal breder, en vormt hij het meer van Guerlédan. De stuwdam van Guerlédan onderbreekt tegenwoordig de scheepvaart op het kanaal. Vanaf Pontivy tot aan de monding in zee is de Blavet bevaarbaar.
De belangrijkste zijrivier is de Scorff in de golf van Lorient bij Lanester.
- Nationale Bibliotheek van Tsjechië: ge752448
- Virtual International Authority File: 236986998